# San Sebastián
San Sebastián (în bască Donostia) este un oraș și municipalitate în Țara Bascilor, Spania. Are cca 185 mii de locuitori. Este un important centru turistic și economic, port la Oceanul Atlantic, precum și o cunoscută stațiune balneară.
San Sebastián are o scenă culturală dinamică și a fost selectată drept Capitală Culturală Europeană pentru 2016 (împreună cu Wrocław, Polonia) cu motto-ul „Valuri de energie umană”.
În fiecare an, pe 20 ianuarie este sărbătoarea Sfântului Sebastian, locuitorii din San Sebastián sărbătoresc un festival cunoscut sub numele de „Tamborrada”, cel mai celebrat festival al anului pentru locuitorii orașului. La miezul nopții, în Piața Konstituzio din „Alde Zaharra/Parte Vieja” (Partea Veche), primarul ridică steagul San Sebastián. Timp de 24 de ore, întregul oraș este plin de sunetul tobelor. Adulții mărșăluiesc prin oraș îmbrăcați în bucătari și soldați pe tot parcursul nopții, ca parte a Marșului San Sebastián.

## Personalități marcante
- Pío Baroja (1872 - 1956), scriitor;
- Ana Miranda de Lage (n. 1946), politician, europarlamentar;
- Fernando Savater (n. 1947), filozof;
- Jaime María Mayor Oreja (n. 1951), politician, europarlamentar;
- Iván Campo (n. 1974), fotbalist;
- Ibón Pérez Arrieta (n. 1977), fotbalist;
- Aritz Aduriz (n. 1981), fotbalist;
- Mikel Arteta (n. 1982), manager și fost fotbalist la Arsenal;
- Rebeca Linares (n. 1983), actriță porno;
- Xabi Prieto (n. 1983), fotbalist;
- Álvaro Odriozola (n. 1995), fotbalist.

## Evenimente importante
- Festivalul Internațional de Film de la San Sebastián

Se organizează anual, la finalul lunii septembrie în Țara Bascilor, la San Sebastian, Spania.